# Bukriejewka (sielsowiet kamyszynski)
Bukriejewka (ros. Букреевка) – wieś (ros. деревня, trb. dieriewnia) w zachodniej Rosji, w sielsowiecie kamyszynskim rejonu kurskiego w obwodzie kurskim.

## Geografia
Miejscowość położona jest 4 km od centrum administracyjnego sielsowietu (Kamyszy), 6 km na północny wschód od centrum administracyjnego rejonu (Kursk), 9 km od drogi magistralnej (federalnego znaczenia) M2 «Krym», przy przystanku kolejowym Bukriejewka.
We wsi znajdują się ulice: Ługowaja, Rodnikowaja, tupik Rodnikowyj, Sirieniewaja, Sołniecznaja, Szyrokaja, Wasilkowaja i Zielonaja (483 posesje).
Klimat
Miejscowość, jak i cały rejon, znajduje się w strefie klimatu kontynentalnego z łagodnym ciepłym latem i równomiernie rozłożonymi opadami rocznymi (Dfb w klasyfikacji klimatów Köppena).

## Demografia
W 2010 r. wieś zamieszkiwało 669 osób.